# Glisy
Glisy település Franciaországban, Somme megyében. Lakosainak száma 851 fő (2022. január 1.). Glisy Blangy-Tronville, Boves, Camon, Lamotte-Brebière és Longueau községekkel határos.

## Népesség
A település népességének változása:
| Lakosok száma | 651  | 709  | 721  | 771  | 799  | 826  | 838  | 842  | 851  |
|               | 2013 | 2015 | 2016 | 2017 | 2018 | 2019 | 2020 | 2021 | 2022 |